# Amblyops abbreviata
Amblyops abbreviata är en kräftdjursart som först beskrevs av Michael Sars 1869.  Amblyops abbreviata ingår i släktet Amblyops och familjen Mysidae. Arten är reproducerande i Sverige. Inga underarter finns listade i Catalogue of Life.